# Ayr United Football and Athletic Club
L'Ayr United Football Club, ufficialmente Ayr United Football and Athletic Club Ltd., meglio noto come Ayr United, è una società calcistica scozzese con sede nella città di Ayr, militante in Scottish Championship, secondo livello del calcio scozzese.
I membri della squadra sono chiamati "The Honest Men", soprannome che deriva da una poesia del celebre poeta scozzese Robert Burns.

## Storia
Il club fu fondato nel 1910 dalla fusione tra Ayr Parkhouse Football Club e Ayr Football Club, e fin da subito prese parte alla Scottish Division Two. Tre anni dopo vinse il campionato e fu promosso in Scottish Division One, nella quale si classificò al quarto posto nelle stagioni 1914-15 e 1915-16 (ancora oggi il miglior piazzamento).
Nel 1925 retrocesse, ma riuscì a tornare in massima serie tre anni più tardi mantendola, eccetto la stagione 1936-37, fino all'interruzione dei campionati per la seconda guerra mondiale.
Alla ripresa nel 1946, l'Ayr United fu inserito in seconda serie. Riconquistò la Division One dieci anni più tardi, ma solo per una stagione. Negli anni successivi colse altre due promozioni e altrettante retrocessioni, finché nel 1969 salì ancora in Division One e, guidato dall'allenatore Ally MacLeod, a differenza delle precedenti occasioni riuscì a mantenerla per più stagioni, tanto da essere una delle dieci partecipanti alla prima edizione della nuova Scottish Premier Division, nel campionato 1975-76. Pochi anni prima ebbe in squadra Alex Ferguson.
Nel 1977-78 l'Ayr United disputò la sua ultima stagione in massima serie, dopodiché retrocesse in First Division. Nel 1986 scese per la prima volta in terza serie, la Second Division, dalla quale risalì due anni dopo.
Trascorse i successivi decenni in First Division, con qualche breve periodo in Second Division, sfiorando il ritorno in massima serie nella stagione 2000-01, quando si classificò secondo dietro al Livingston. In quegli stessi anni l'Ayr United raggiunse per due volte le semifinali in Scottish Cup e la finale di Scottish League Cup nel 2002, dove perse 4-0 contro i Rangers.
Dopo essere retrocesso nel 2004, gli anni 2010 vedono l'Ayr United fare la spola tra la First e la Second Division, poi diventate Scottish Championship e Scottish League One. 
Nel 2017-18 vince la League One e ottiene così un posto per la Championship 2018-19, dove riesce a inserirsi subito nella lotta per la promozione in Premiership: capolista per varie giornate, al termine della stagione si classifica quarto e accede ai play-off, dove però viene eliminato al primo turno dall'Inverness. 
In Championship 2019-20, interrotta per la pandemia di COVID-19, si piazza ancora al quarto posto senza però poter ambire alla Premiership dato l'annullamento dei play-off. Nel campionato 2020-21 è ottavo, così come nella stagione successiva.
Conquista il secondo posto nella Championship 2022-23 e si qualifica per i play-off, ma è sconfitto dal Partick Thistle alla prima fase con un netto 0-8 complessivo. Nel 2023-24 si classifica settimo.

## Stadio
L'Ayr United gioca le proprie partite interne al Somerset Park, stadio costruito nel 1888 e con una capacità di 10.185 posti.

## Palmarès

### Competizioni nazionali
- Scottish Championship: 6

1911–1912, 1912–1913, 1927–1928, 1936–1937, 1958–1959, 1965–1966
- Scottish Second Division: 2

1987–1988, 1996–1997
- Scottish League One: 1

2017-2018

### Competizioni regionali
- South of Scotland Football League: 2

1946-1947, 1947-1948

### Altri piazzamenti
- Scottish Championship:

Secondo posto: 1910-1911, 1955-1956, 1968-1969, 2000-2001, 2022-2023
Terzo posto: 1998-1999, 2001-2002, 2024-2025
- Coppa di Scozia:

Semifinalista: 1972-1973, 1999-2000, 2001-2002
- Scottish League Cup:

Finalista: 2001-2002
Semifinalista: 1950-1951, 1969-1970, 1980-1981, 2011-2012
- Scottish Challenge Cup:

Finalista: 1990-1991, 1991-1992
Semifinalista: 1993-1994, 2007-2008
- Coppa anglo-scozzese:

Semifinalista: 1976-1977

## Statistiche

### Partecipazione ai campionati
| Livello | Categoria                 | Partecipazioni | Debutto   | Ultima stagione | Totale |
| ------- | ------------------------- | -------------- | --------- | --------------- | ------ |
| 1°      | Scottish Football League  | 6              | 1915-1916 | 1920-1921       | 35     |
| 1°      | Scottish Division One     | 26             | 1913-1914 | 1974-1975       | 35     |
| 1°      | Scottish Premier Division | 3              | 1975-1976 | 1977-1978       | 35     |
| 2°      | Scottish Division Two     | 21             | 1910-1911 | 1968-1969       | 58     |
| 2°      | Scottish Division B       | 5              | 1946-1947 | 1950-1951       | 58     |
| 2°      | Scottish First Division   | 24             | 1978-1979 | 2010-2011       | 58     |
| 2°      | Scottish Championship     | 8              | 2016-2017 | 2024-2025       | 58     |
| 3°      | Scottish Second Division  | 11             | 1986-1987 | 2012-2013       | 15     |
| 3°      | Scottish League One       | 4              | 2013-2014 | 2017-2018       | 15     |

## Organico

### Rosa 2024-2025
Aggiornata al 2 dicembre 2024
| N. |                          | Ruolo | Calciatore      |
| -- | ------------------------ | ----- | --------------- |
| 2  | Scozia (bandiera)        | D     | Nick McAllister |
| 3  | Scozia (bandiera)        | D     | Patrick Reading |
| 4  | Zambia (bandiera)        | D     | Frankie Musonda |
| 5  | Irlanda (bandiera)       | D     | Sean McGinty    |
| 6  | Scozia (bandiera)        | C     | Andy Murdoch    |
| 8  | Inghilterra (bandiera)   | C     | Ben Dempsey     |
| 9  | Inghilterra (bandiera)   | A     | Kurt Willoughby |
| 10 | Irlanda (bandiera)       | C     | Aiden McGeady   |
| 11 | Scozia (bandiera)        | C     | Logan Chalmers  |
| 14 | Nuova Zelanda (bandiera) | D     | George Stanger  |
| 15 | Scozia (bandiera)        | C     | Jamie Murphy    |
| 16 | Scozia (bandiera)        | A     | Anton Dowds     |
| 17 | Inghilterra (bandiera)   | A     | Franny Amartey  |

| N. |                             | Ruolo | Calciatore       |
| -- | --------------------------- | ----- | ---------------- |
| 18 | Scozia (bandiera)           | A     | Paul Smith       |
| 20 | Albania (bandiera)          | C     | Roy Syla         |
| 21 | Inghilterra (bandiera)      | P     | Charlie Albinson |
| 22 | Scozia (bandiera)           | A     | Mark McKenzie    |
| 23 | Inghilterra (bandiera)      | D     | Jack Sanders     |
| 24 | Inghilterra (bandiera)      | C     | Harry McHugh     |
| 25 | Inghilterra (bandiera)      | D     | Nathan McGinley  |
| 27 | Scozia (bandiera)           | A     | Max Guthrie      |
| 30 | Scozia (bandiera)           | A     | Fraser Bryden    |
| 31 | Scozia (bandiera)           | P     | Robbie Mutch     |
| 33 | Scozia (bandiera)           | D     | Scott McMann     |
| 38 | Irlanda del Nord (bandiera) | P     | Josh Clarke      |

### Rosa 2023-2024
Aggiornata al 18 marzo 2024
| N. |                          | Ruolo | Calciatore      |
| -- | ------------------------ | ----- | --------------- |
| 2  | Scozia (bandiera)        | D     | Nick McAllister |
| 3  | Scozia (bandiera)        | D     | Patrick Reading |
| 4  | Zambia (bandiera)        | D     | Frankie Musonda |
| 5  | Irlanda (bandiera)       | D     | Sean McGinty    |
| 6  | Scozia (bandiera)        | C     | Andy Murdoch    |
| 8  | Inghilterra (bandiera)   | C     | Ben Dempsey     |
| 9  | Inghilterra (bandiera)   | A     | Kurt Willoughby |
| 10 | Irlanda (bandiera)       | C     | Aiden McGeady   |
| 11 | Scozia (bandiera)        | C     | Logan Chalmers  |
| 14 | Nuova Zelanda (bandiera) | D     | George Stanger  |
| 15 | Scozia (bandiera)        | C     | Jamie Murphy    |
| 16 | Scozia (bandiera)        | A     | Anton Dowds     |

| N. |                             | Ruolo | Calciatore       |
| -- | --------------------------- | ----- | ---------------- |
| 17 | Inghilterra (bandiera)      | A     | Franny Amartey   |
| 18 | Scozia (bandiera)           | A     | Paul Smith       |
| 20 | Albania (bandiera)          | C     | Roy Syla         |
| 21 | Inghilterra (bandiera)      | P     | Charlie Albinson |
| 22 | Scozia (bandiera)           | A     | Mark McKenzie    |
| 23 | Inghilterra (bandiera)      | D     | Jack Sanders     |
| 24 | Inghilterra (bandiera)      | C     | Harry McHugh     |
| 25 | Inghilterra (bandiera)      | D     | Nathan McGinley  |
| 27 | Scozia (bandiera)           | A     | Max Guthrie      |
| 30 | Scozia (bandiera)           | A     | Fraser Bryden    |
| 31 | Scozia (bandiera)           | P     | Robbie Mutch     |
| 38 | Irlanda del Nord (bandiera) | P     | Josh Clarke      |

### Rosa 2020-2021
Aggiornata al 27 febbraio 2021
| N. |                        | Ruolo | Calciatore       |
| -- | ---------------------- | ----- | ---------------- |
| 1  | Finlandia (bandiera)   | P     | Viljami Sinisalo |
| 2  | Scozia (bandiera)      | D     | Jordan Houston   |
| 3  | Scozia (bandiera)      | D     | Patrick Reading  |
| 4  | Scozia (bandiera)      | D     | Aaron Muirhead   |
| 5  | Inghilterra (bandiera) | D     | Sam Roscoe       |
| 6  | Scozia (bandiera)      | C     | Andy Murdoch     |
| 7  | Scozia (bandiera)      | A     | Michael Moffat   |
| 8  | Scozia (bandiera)      | C     | Michael Miller   |
| 9  | Scozia (bandiera)      | A     | Craig Moore      |
| 10 | Scozia (bandiera)      | C     | Tom Walsh        |
| 11 | Scozia (bandiera)      | C     | Luke McCowan     |

| N. |                          | Ruolo | Calciatore      |
| -- | ------------------------ | ----- | --------------- |
| 14 | Scozia (bandiera)        | C     | Cammy Smith     |
| 17 | Irlanda (bandiera)       | D     | Corrie Ndaba    |
| 18 | Scozia (bandiera)        | C     | Joe Chalmers    |
| 19 | Canada (bandiera)        | C     | Dario Zanatta   |
| 20 | Scozia (bandiera)        | D     | Mikey Hewitt    |
| 21 | Nuova Zelanda (bandiera) | P     | Ellis Hare-Reid |
| 22 | Scozia (bandiera)        | A     | Mark McKenzie   |
| 23 | Inghilterra (bandiera)   | C     | Brett McGavin   |
| 27 | Scozia (bandiera)        | P     | Mark Kerr       |
| 30 | Scozia (bandiera)        | D     | Jack Baird      |
|    | Inghilterra (bandiera)   | A     | Andre Wright    |

### Rosa 2019-2020
Aggiornata al 25 dicembre 2019
| N. |                        | Ruolo | Calciatore     |
| -- | ---------------------- | ----- | -------------- |
| 1  | Scozia (bandiera)      | P     | Ross Doohan    |
| 2  | Scozia (bandiera)      | D     | Aaron Muirhead |
| 3  | Scozia (bandiera)      | D     | Daniel Harvie  |
| 4  | Scozia (bandiera)      | C     | Mark Kerr      |
| 5  | Inghilterra (bandiera) | D     | Sam Roscoe     |
| 6  | Scozia (bandiera)      | C     | Andy Geggan    |
| 7  | Scozia (bandiera)      | A     | Michael Moffat |
| 8  | Scozia (bandiera)      | A     | Kris Doolan    |
| 9  | Scozia (bandiera)      | A     | Craig Moore    |
| 10 | Scozia (bandiera)      | C     | Alan Forrest   |
| 11 | Scozia (bandiera)      | C     | Declan McDaid  |
| 12 | Scozia (bandiera)      | C     | Craig McGuffie |

| N. |                          | Ruolo | Calciatore      |
| -- | ------------------------ | ----- | --------------- |
| 14 | Scozia (bandiera)        | C     | Jordan Houston  |
| 15 | Scozia (bandiera)        | C     | Steven Bell     |
| 16 | Scozia (bandiera)        | C     | Jamie Adams     |
| 17 | Scozia (bandiera)        | C     | Francis Ross    |
| 18 | Scozia (bandiera)        | C     | Andy Murdoch    |
| 19 | Nuova Zelanda (bandiera) | P     | Ellis Hare-Reid |
| 21 | Scozia (bandiera)        | D     | Finn Ecrepont   |
| 22 | Scozia (bandiera)        | A     | Mark McKenzie   |
| 23 | Scozia (bandiera)        | C     | Ross Docherty   |
| 26 | Scozia (bandiera)        | P     | Daniel Graham   |
| 30 | Scozia (bandiera)        | P     | Stephen Kelly   |

### Rosa 2018-2019
Aggiornata al 31 gennaio 2019
| N. |                   | Ruolo | Calciatore      |
| -- | ----------------- | ----- | --------------- |
| 1  | Scozia (bandiera) | P     | Ross Doohan     |
| 2  | Scozia (bandiera) | D     | Chris Higgins   |
| 3  | Scozia (bandiera) | D     | Daniel Harvie   |
| 4  | Scozia (bandiera) | C     | Mark Kerr       |
| 5  | Scozia (bandiera) | D     | Michael Rose    |
| 6  | Scozia (bandiera) | C     | Andy Geggan     |
| 7  | Scozia (bandiera) | A     | Michael Moffat  |
| 8  | Scozia (bandiera) | C     | Robert Crawford |
| 9  | Scozia (bandiera) | A     | Craig Moore     |
| 10 | Scozia (bandiera) | C     | Alan Forrest    |
| 11 | Scozia (bandiera) | C     | Declan McDaid   |
| 15 | Scozia (bandiera) | C     | Steven Bell     |
| 16 | Scozia (bandiera) | C     | Jamie Adams     |

| N. |                          | Ruolo | Calciatore         |
| -- | ------------------------ | ----- | ------------------ |
| 17 | Scozia (bandiera)        | A     | Lawrence Shankland |
| 18 | Scozia (bandiera)        | C     | Andy Murdoch       |
| 19 | Nuova Zelanda (bandiera) | P     | Ellis Hare-Reid    |
| 20 | Scozia (bandiera)        | P     | James Hilton       |
| 22 | Scozia (bandiera)        | C     | Kieran Balfour     |
| 23 | Scozia (bandiera)        | C     | Ross Docherty      |
| 24 | Scozia (bandiera)        | C     | Leon Murphy        |
| 25 | Scozia (bandiera)        | C     | Luke McCowan       |
| 26 | Scozia (bandiera)        | D     | Stuart Faulds      |
| 27 | Scozia (bandiera)        | D     | Liam Smith         |
| 28 | Scozia (bandiera)        | C     | Nicky Cadden       |
| 29 | Scozia (bandiera)        | D     | Calvin Miller      |
| 30 | Scozia (bandiera)        | D     | Aaron Muirhead     |

### Rosa 2017-2018
| N. |                   | Ruolo | Calciatore      |
| -- | ----------------- | ----- | --------------- |
| 1  | Scozia (bandiera) | P     | Jordan Hart     |
| 2  | Scozia (bandiera) | D     | Chris Higgins   |
| 3  | Scozia (bandiera) | D     | Paddy Boyle     |
| 5  | Scozia (bandiera) | D     | Michael Rose    |
| 6  | Scozia (bandiera) | C     | Andy Geggan     |
| 7  | Scozia (bandiera) | A     | Michael Moffat  |
| 8  | Scozia (bandiera) | C     | Robert Crawford |
| 9  | Scozia (bandiera) | A     | Craig Moore     |
| 10 | Scozia (bandiera) | C     | Alan Forrest    |
| 11 | Scozia (bandiera) | C     | Declan McDaid   |
| 12 | Scozia (bandiera) | C     | Craig McGuffie  |
| 14 | Scozia (bandiera) | D     | David Ferguson  |
| 15 | Scozia (bandiera) | C     | James Hilton    |
| 16 | Scozia (bandiera) | C     | Jamie Adams     |

| N. |                          | Ruolo | Calciatore         |
| -- | ------------------------ | ----- | ------------------ |
| 17 | Scozia (bandiera)        | A     | Lawrence Shankland |
| 18 | Scozia (bandiera)        | C     | Stuart Faulds      |
| 20 | Scozia (bandiera)        | P     | Lyle Avci          |
| 23 | Scozia (bandiera)        | C     | Ross Docherty      |
| 24 | Scozia (bandiera)        | C     | Leon Murphy        |
| 25 | Scozia (bandiera)        | C     | Luke McCowan       |
| 26 | Scozia (bandiera)        | D     | Craig Reid         |
| 27 | Scozia (bandiera)        | C     | Mark Kerr          |
| 28 | Scozia (bandiera)        | C     | Steven Bell        |
|    | Scozia (bandiera)        | C     | Kieran Balfour     |
|    | Scozia (bandiera)        | D     | David Waite        |
|    | Scozia (bandiera)        | C     | Brian Gilmour      |
|    | Scozia (bandiera)        | P     | Jack Ruddy         |
|    | Nuova Zelanda (bandiera) | P     | Ellis Hare-Reid    |

### Rosa 2016-2017
| N. |                    | Ruolo | Calciatore      |
| -- | ------------------ | ----- | --------------- |
| 1  | Scozia (bandiera)  | P     | Greg Fleming    |
| 2  | Scozia (bandiera)  | D     | Nicky Devlin    |
| 3  | Scozia (bandiera)  | D     | Paddy Boyle     |
| 4  | Scozia (bandiera)  | D     | Brian Gilmour   |
| 5  | Scozia (bandiera)  | D     | Michael Rose    |
| 6  | Irlanda (bandiera) | D     | Peter Murphy    |
| 8  | Scozia (bandiera)  | C     | Robert Crawford |
| 9  | Scozia (bandiera)  | A     | Craig Moore     |
| 10 | Scozia (bandiera)  | C     | Alan Forrest    |
| 11 | Scozia (bandiera)  | C     | Michael Donald  |
| 12 | Scozia (bandiera)  | C     | Gary Harkins    |

| N. |                        | Ruolo | Calciatore       |
| -- | ---------------------- | ----- | ---------------- |
| 14 | Scozia (bandiera)      | C     | Paul Cairney     |
| 15 | Irlanda (bandiera)     | A     | Andy O'Connell   |
| 16 | Scozia (bandiera)      | A     | Jamie Adams      |
| 17 | Scozia (bandiera)      | A     | Kevin Nisbet     |
| 18 | Scozia (bandiera)      | D     | Daryll Meggatt   |
| 19 | Scozia (bandiera)      | P     | Jordan Hart      |
| 20 | Scozia (bandiera)      | C     | Michael Wardrope |
| 21 | Scozia (bandiera)      | C     | Craig McGuffie   |
| 22 | Inghilterra (bandiera) | D     | Conrad Balatoni  |
| 23 | Scozia (bandiera)      | C     | Ross Docherty    |
| 26 | Scozia (bandiera)      | D     | Scott McKenna    |

## Tifoseria

### Rivalità
La rivalità più accesa è quella col Kilmarnock, squadra della stessa contea, nel cosiddetto derby dell'Ayrshire.